# Szpindlerowy Młyn

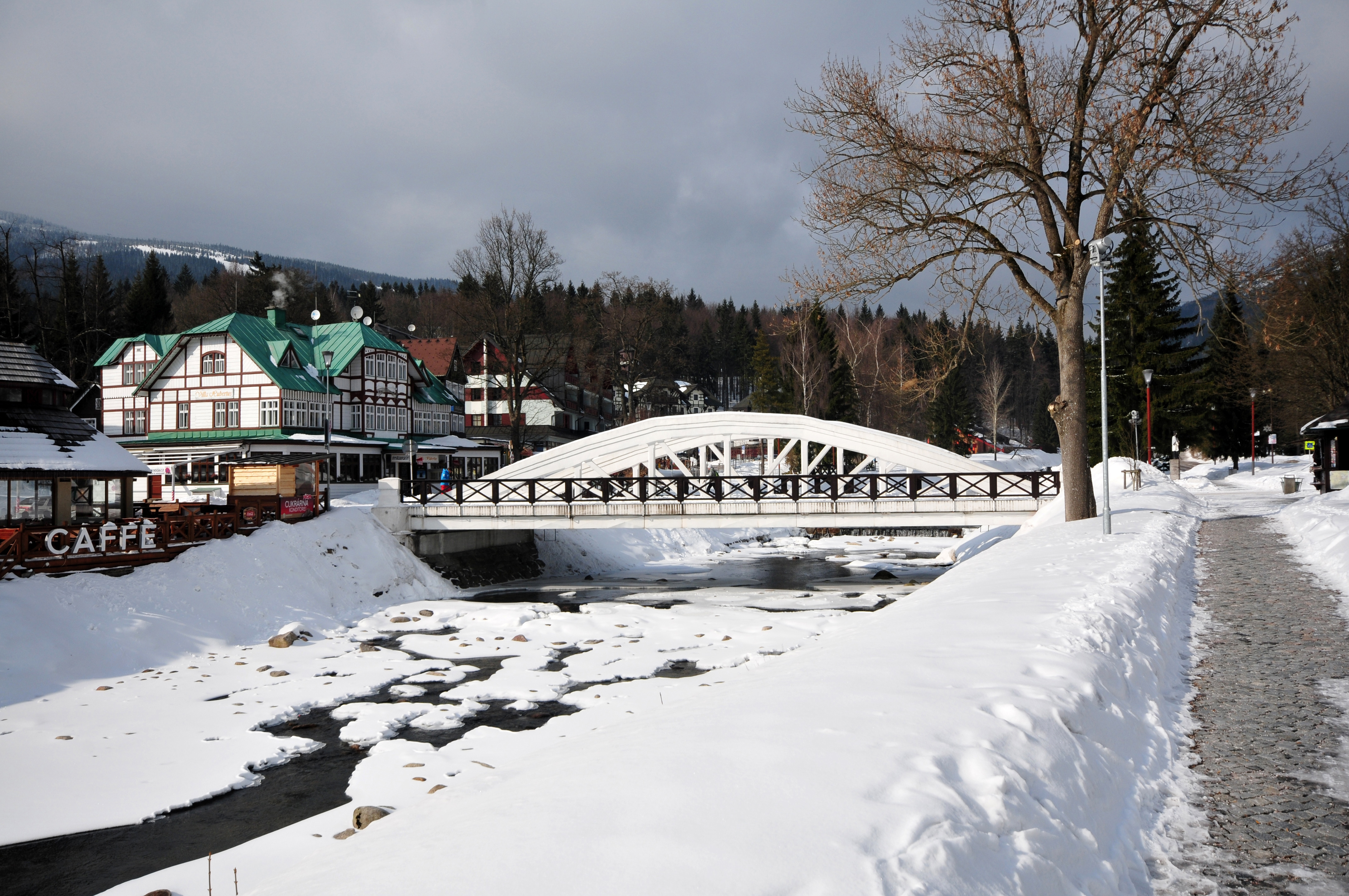

Szpindlerowy Młyn (cz. Špindlerův Mlýnⓘ, niem. Spindlermühle) – miasto w północnych Czechach, w kraju hradeckim w Karkonoszach. Według danych z 1 stycznia 2024, liczba mieszkańców miasta wynosi 1152 osoby (1326. miejsce w kraju wśród miejscowości; 571. miejsce wśród miast). Największy ośrodek narciarski w Czechach. Tutaj również ma swoją główną siedzibę czeskie Pogotowie Górskie (Horská služba České republiky, o. s.). Na północny zachód od centrum miasta ma swoje źródło Łaba.

## Historia
W osadzie górniczej o nazwie Święty Piotr istniała od 1725 r. kapliczka poświęcona właśnie św. Piotrowi. Mieszkańcy zabiegali o powstanie parafii, ponieważ podróż do kościoła w Vrchlabí była w tamtych czasach uciążliwa. Petycje w tej sprawie spisywano i wysyłano kilka razy z młyna należącego do niejakiego Špindlera, na ten adres przychodziły także odpowiedzi z Funduszu Wyznaniowego.
Adres ten figurował również na przysłanym pozwoleniu na wzniesienie nowej świątyni i założenie parafii. W ten sposób powstanie pierwszego drewnianego kościoła w 1793 r. wpłynęło także na ukształtowanie się nazwy miejscowości.
W 1949 miasto gościło zimowe akademickie mistrzostwa świata, a w 1964 oraz 1978 zimowe uniwersjady.
5 września 2015 niedaleko od rozejścia szlaków na Drogę Věřiny (w kierunku na Hromovkę) i do dolnej stacji wyciągu na Pláň odsłonięto pomnik upamiętniający lincze dokonywane na niemieckiej ludności w maju i czerwcu 1945 roku.

## Demografia
| Rok             | 1970 | 1980 | 1991 | 2001 | 2003 | 2008 | 2016 | 2024 |
| --------------- | ---- | ---- | ---- | ---- | ---- | ---- | ---- | ---- |
| Liczba ludności | 1355 | 1388 | 1220 | 1290 | 1302 | 1292 | 1151 | 1152 |